# Ectropis melancroca
Ectropis melancroca là một loài bướm đêm trong họ Geometridae.